# گسست غربی

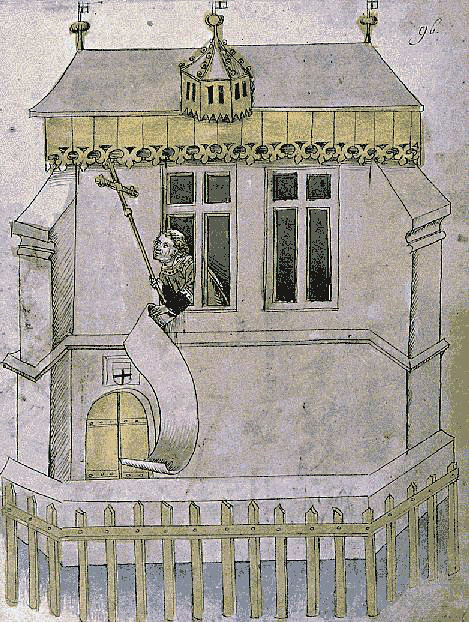
هابیموس پاپام در شورای کنستانس

گسست غربی یا اِنشِقاقِ غربی (به انگلیسی: Western Schism) یا گسست بزرگ باختری (به انگلیسی: Great Occidental Schism)، (به لاتین: Magnum schisma occidentale) دوره‌ای در تاریخ کلیسا بین سال‌های ۱۳۷۸ تا ۱۴۱۷ است که در آن پاپ‌ها و ضد پاپ‌ها با یکدیگر رقابت می‌کردند. این انشقاق با شورای کنستانس به پایان رسید.
ریشه این گسست نه در الهیات و نه در آموزه‌های دینی بود، بلکه منشأ آن به اسارت بابلی پاپ‌ها (۱۳۰۹ تا ۱۳۷۶) و پیامدهای آن بر توازن قدرت بین دولت‌ها بازمی‌گردد.
واژه «غربی» نشان می‌دهد که این انشقاق در درون کلیسای دنیای غربی (کلیسای کاتولیک روم) رخ داده است. این چنددستگی، انشقاق بزرگ نیز نامیده می‌شود، گرچه این اصطلاح برای انشقاق بزرگ شرق در سال ۱۰۵۴، زمانی که جدایی بین این کلیسای غربی و کلیسای ارتدکس شرقی رخ داد، نیز به کار می‌رود.
این بحران چهل‌ساله در اروپا در میانه جنگ صدساله و همزمان با انتقال از یک رژیم فئودالی رخ داد که دیگر پاسخگوی یک جامعه در حال تحول نبود. در واقع کلیسا نقش فرهنگی و اجتماعی خود را که در اوایل قرون وسطی برای حکومت ضروری بود از دست داد. از دید سیاسی، این مسئله با کشمکش فیلیپ چهارم پادشاه فرانسه و پاپ بونیفاس هشتم که هریک ادعای قدرت کامل را دارند، به وقوع می‌پیوندد. این تنش در ابتدا با استقرار حکومت پاپ در آوینیون فرانسه و سپس به دودستگی بزرگ انجامید.

## دلایل تنش

### جهش اجتماعی
از اوایل قرن دهم، کلیسا تصویر نظام سه‌گانه اجتماعی را تحمیل می‌کند. او با به اختیار گذاشتن قدرت نظامی و دنیوی به اشراف، اخلاقیات جامعه را به‌طور مطلق در اختیار خود می‌گیرد. از آنجایی که کلیسا متمرکزکننده دانش از دوران عتیق به‌شمار می‌رود، روحانیت موقعیت خود را در اجتماع قرون وسطی، اجتناب‌ناپذیر و محوری می‌داند. روحانیت با داشتن سواد خواندن و نوشتن، مؤسسات گوناگون، مدارس و بنیادهای نیکوکاری را اداره می‌کند. با آگاهی از مبادلات فرهنگی و دانش تجربی، کلیسا بیشترین سهم از بافت اقتصادی آن دوره را - که هنوز عموماً کشاورزی است - از آن خود می‌کند. در زمان جنگ‌های صلیبی است که قدرت فرهنگی، اقتصادی، سیاسی و حتی نظامی کلیسا به بالاترین حد خود می‌رسد.
از آغاز قرن سیزدهم اما تعادل میان این نظام سه‌گانه به هم می‌خورد. بورژوازی از یک سو، به مرور زمان، از نظر اقتصادی به اهمیتی دست می‌یابد که موقعیت وی را از نظر سیاسی اجتناب ناپذیر می‌سازد (احتیاج شاهزادگان و امرای کلیسا برای استقراض). از سوی دیگر برای احتیاج تجاری و سپس پیشرفت اجتماعی خود، قسمتی از فرهنگ را با سرمایه‌گذاری در مدارس غیر مذهبی و چندین اثر اجتماعی به عهده می‌گیرد.

## شرح واقعه

### انتقال پاپی به آوینیون (۱۳۰۹–۱۳۷۷)
در سال ۱۳۰۹، پاپ کلمنت پنجم به دلیل ناامنی‌های سیاسی در رم و فشارهای  فیلیپ چهارم، پادشاه فرانسه، مقر پاپی را از رم به آوینیون (در جنوب فرانسه) منتقل کرد. این دوره به اسارت آوینیون (Avignon Papacy) معروف شد.
در این دوره، پاپ‌ها تحت نفوذ پادشاهان فرانسه بودند، که باعث نارضایتی بسیاری از کاتولیک‌ها، به‌ویژه در ایتالیا و سایر نقاط اروپا، شد.
در سال ۱۳۷۷، پاپ گریگوری یازدهم پاپی را به رم بازگرداند، اما پس از مرگ او در ۱۳۷۸، تنش‌ها به اوج رسید.
پس از مرگ گریگوری یازدهم، کاردینال‌ها در رم تحت فشار مردم محلی (که خواستار پاپ ایتالیایی بودند) بارتولومئو پریگنانو را به عنوان پاپ اوربان ششم انتخاب کردند.
اوربان ششم به سرعت با رفتارهای تند، اصلاحات غیرمحبوب و توهین به کاردینال‌ها (به‌ویژه کاردینال‌های فرانسوی) باعث نارضایتی شد.

### آغاز گسست
گروهی از کاردینال‌ها (عمدتاً فرانسوی) که از اوربان ششم ناراضی بودند، ادعا کردند انتخاب او تحت فشار و غیرقانونی بوده است. آن‌ها در همان سال ۱۳۷۸ در فوندی (ایتالیا) گرد هم آمدند و رابرت ژنو را به عنوان پاپ کلمنت هفتم انتخاب کردند.
کلمنت هفتم به آوینیون بازگشت و در آنجا مقر پاپی خود را برقرار کرد. این امر کلیسا را به دو شاخه تقسیم کرد:
1. پاپ رم (اوربان ششم و جانشینانش) که مورد حمایت ایتالیا، امپراتوری مقدس روم، انگلستان و برخی مناطق دیگر بود.
2. پاپ آوینیون (کلمنت هفتم و جانشینانش) که مورد حمایت فرانسه، اسکاتلند، اسپانیا و برخی پادشاهی‌های دیگر بود.

هر پاپ رقیب، کاردینال‌های خود را منصوب کرد، مالیات کلیسایی جمع‌آوری کرد و دیگری را تکفیر کرد. این تقسیم‌بندی باعث سردرگمی در میان مسیحیان و تضعیف اقتدار کلیسا شد.
پادشاهی‌های اروپایی بر اساس منافع سیاسی و اتحادهای خود از یکی از پاپ‌ها حمایت می‌کردند، که انشقاق را به یک بحران سیاسی تبدیل کرد.

### ظهور سومین پاپ (پیزا، ۱۴۰۹)
تلاش‌ها برای حل بحران از طریق مذاکره یا شوراها ناموفق بود. در سال ۱۴۰۹، گروهی از کاردینال‌های هر دو جناح (رم و آوینیون) در شورای پیزا گرد هم آمدند تا انشقاق را پایان دهند.
آن‌ها هر دو پاپ (گریگوری دوازدهم در رم و بندیکت سیزدهم در آوینیون) را خلع کردند و الکساندر پنجم را به عنوان پاپ جدید انتخاب کردند. اما هیچ‌یک از دو پاپ رقیب این تصمیم را نپذیرفتند، و نتیجه این شد که حالا سه پاپ همزمان ادعای مشروعیت داشتند:
در رم :گریگوری دوازدهم، در آوینیون :بندیکت سیزدهم، و در پیزا :الکساندر پنجم و جانشینش ژان بیست‌وسوم

### پایان گسست
انشقاق سرانجام در شورای کنستانس (۱۴۱۴–۱۴۱۸)، که توسط زیگیسمونت، امپراتور مقدس روم سازماندهی شد، حل شد. این شورا اهداف زیر را دنبال کرد:
1. پایان دادن به انشقاق
2. اصلاح کلیسا
3. رسیدگی به مسائل اعتقادی (مانند محاکمه یان هوس).

### اقدامات کلیدی شورا
1. استعفای گریگوری دوازدهم ،پاپ رم، در سال ۱۴۱۵، که به طور داوطلبانه برای اتحاد کلیسا کنار رفت.
2. خلع ژان بیست‌وسوم ،پاپ پیزا توسط شورا.
3. تکفیر و انزوای بندیکت سیزدهم ،پاپ آوینیون، که تا آخر عمر (۱۴۲۳) ادعای پاپی داشت، اما حمایت خود را از دست داد.
4. انتخاب پاپ مارتین پنجم در سال ۱۴۱۷ به عنوان پاپ واحد، که مورد پذیرش اکثر کلیسا و دولت‌های اروپایی قرار گرفت.

### پیامدها
انشقاق بزرگ به اقتدار پاپی ضربه شدیدی زد و ایده کنسیلیاریسم (برتری شوراهای کلیسایی بر پاپ) را تقویت کرد.
این بحران زمینه‌ساز اصلاحات بعدی در کلیسا و همچنین جنبش اصلاحات پروتستانی در قرن شانزدهم شد.
کلیسا برای جلوگیری از انشقاق‌های آینده، قوانین دقیق‌تری برای انتخاب پاپ وضع کرد.
انشقاق بزرگ غربی (۱۳۷۸–۱۴۱۷) که ۳۹ سال موجب تفرقه در کلیسای کاتولیک شده بود به وسیله شورای کنستانس  و انتخاب مارتین پنجم پایان یافت، اما تأثیرات آن بر اقتدار پاپی و ساختار کلیسا برای قرن‌ها باقی ماند.